# Rhythm and blues alternativo
El Rhythm and blues alternativo (también referido como alt-R&B, PBR&B, indie R&B, hipster R&B y emo R&B) es un término utilizado por críticos musicales para describir una alternativa de estilo al rhythm and blues contemporáneo. El subgénero saltó a la fama a fines de la década de 2000 y finalmente se convirtió en un género popular en la década de 2010.

## Principales exponentes
- Blood Orange
- Brockhampton
- Layton Greene
- FKA Twigs
- Frank Ocean
- James Blake
- Jessie Ware
- Jhené Aiko
- SZA
- Joji
- Kacy Hill
- Chase Atlantic
- The Weeknd
- Tyler, The Creator

## Lecturas recomendadas
- Abebe, Nitsuh (14 de agosto de 2011). «PBR&B». New York (en inglés).
- Cabral, Jeanette (27 de febrero de 2012). «PBR&B – A subgenre is born» (en inglés). CBC Music. Archivado desde el original el 1 de marzo de 2016.
- Fennessey, Sean (23 de marzo de 2011). «Love vs. Money: The Weeknd, Frank Ocean, and R&B's Future Shock». The Village Voice (en inglés). Archivado desde el original el 12 de mayo de 2011. Consultado el 8 de septiembre de 2019.

- Datos: Q7118426